# Live at the El Mocambo
Live At The El Mocambo es el segundo álbum en vivo de la banda de Rock canadiense April Wine. Aquí es cuando April Wine hizo un pequeño trabajo para los Rolling Stones. Este álbum en vivo fue grabado en el club El Mocambo de Toronto, Canadá, e incluso fue producido por Eddie Kramer, un importante productor, que ha trabajado en el tema de la producción con grupos legendarios como The Rolling Stones, The Jimi Hendrix Experience y Led Zeppelin, por mencionar algunos.

## Lista de canciones
CD 1:
1. "Teenage Love" – (B. Segarini) – 3:36
2. "Tonite is a Wonderful Time to Fall in Love" – (M. Goodwyn) – 4:01
3. "Juvenile Delinquent" – (B. Segarini) – 4:53
4. "Don't Push Me Around" – (M. Goodwyn) – 6:19

CD 2:
1. "Oowatanite" – (J. Clench) – 4:23
2. "Drop Your Guns" – (D. Henman) – 4:22
3. "Slow Poke" – (M. Goodwyn) – 4:30
4. "She's No Angel" – (M. Goodwyn, G. Moffet) – 3:21
5. "You Could Have Been a Lady" – (E. Brown, T. Wilson) – 3:52

## Miembros
- Myles Goodwyn: Cantante, guitarra
- Gary Moffet: Guitarra, Coro
- Steve Lang: Bajo Cantante en "Oowatanite"
- Jerry Mercer: Batería

Nota: Myles fue el productor de la canción She's No Angel, del CD 2 de este álbum.
- Datos: Q6656670